# Mario von Häfen
Mario von Häfen (* 1. September 1968) ist ein deutscher Jurist. Er ist seit dem 17. Februar 2020 Richter am Bundesgerichtshof.

## Leben und Wirken
Von Häfen war nach Beendigung seiner juristischen Ausbildung zunächst als Rechtsanwalt tätig. 2000 trat er in den Justizdienst des Landes Niedersachsen ein und war zunächst bei dem Landgericht Aurich, dem Amtsgericht Oldenburg, dem Amtsgericht Vechta, der Staatsanwaltschaft Oldenburg, dem Amtsgericht Delmenhorst und dem Landgericht Oldenburg eingesetzt. 2004 wurde er bei dem Landgericht Oldenburg zum Richter am Landgericht ernannt. Eine Abordnung an das Oberlandesgericht Oldenburg erfolgte im Jahr 2009. 2012 bis 2014 war er als wissenschaftlicher Mitarbeiter an das Bundesverfassungsgericht abgeordnet. 2013 wurde er zum Richter am Oberlandesgericht ernannt.
Das Präsidium des Bundesgerichtshofs wies von Häfen zunächst dem vornehmlich für die Revisionen in Strafsachen für den Bezirk des Kammergerichts sowie für die Bezirke der Oberlandesgerichte Bremen, Dresden, Hamburg, Saarbrücken und Schleswig zuständigen 5. (Leipziger) Strafsenat zu.